# Apologies (canción de Three Days Grace)
«Apologies» es una canción grabada por la banda de rock canadiense Three Days Grace. Fue lanzado el 9 de mayo de 2025 a través de RCA Records como el segundo sencillo de su próximo octavo álbum de estudio Alienation (2025).

## Antecedentes
La banda presentó un avance de "Apologies" en sus redes sociales antes del lanzamiento de la canción. Tras el anuncio de su octavo álbum de estudio Alienation, el grupo también lanzó "Apologies" el 9 de mayo de 2025, como el segundo sencillo del álbum.
La canción trata sobre "un espejo para cualquiera que se siente demasiado perdido para ser amado. Cuánto duele saber que alguien te amó, pero no lo suficiente como para salvarte de ti mismo. Las disculpas no retroceden el tiempo", como explicó el baterista Neil Sanderson.

## Composición
"Apologies" fue escrita por Adam Gontier, Matt Walst, Brad Walst, Barry Stock, Neil Sanderson, Dan Lancaster, Joe Rickard y Simon Wilcox, mientras que la producción estuvo a cargo de Lancaster, Howard Benson y Zakk Cervini. La canción se describe como "una vibra rockera clásica de los 2000", con Gontier y Walst intercambiando versos y armonizando en el estribillo. Líricamente, la canción es una reflexión para quienes se sienten irredimibles y expresan el dolor del amor no correspondido.

## Video musical
El video musical de "Apologies" se estrenó el 9 de mayo de 2025, el mismo día del lanzamiento del sencillo. El video fue dirigido por José Lun.

## Créditos
Three Days Grace
- Adam Gontier - Voz líder
- Matt Walst - Voz líder
- Barry Stock - Guitarra líder
- Brad Walst - Bajo
- Neil Sanderson - Batería